# 楊弘 (河間王)
楊弘（？—607年4月8日），字辟恶，隋朝皇族，河間王，隋文帝楊堅从祖弟，楊元孫之子。

## 生平
楊元孫小时候，父亲楊愛敬去世，在北齐統治下的鄴城居住，生长在舅舅家。怕自己作为北齐敌对势力西魏大将军楊忠的親族（楊忠的父亲楊禎和楊元孫的父亲楊愛敬是兄弟）受到牵连。于是楊元孫改随母姓郭氏。
楊元孫去世后，北齐被北周灭亡，楊弘入关中。楊堅为楊弘買置田宅。幾度跟随征战，累進開府儀同三司。580年，楊堅为丞相，把楊弘带在身边，作为心腹。楊堅到访北周趙王宇文招宅邸，将要发生危险，楊弘站在门外，守卫楊堅。不久加授上開府，封永康县公。
581年，隋朝建立，楊弘担任大将軍，進爵为河間郡公。五月，又进封为河間王，担任右衛大将軍。一年后，進位柱国。突厥侵犯隋朝北边，楊弘担任行軍元帥，率兵数万出灵州道，与突厥軍作战，获胜。出任寧州总管，進位上柱国。数年後、召還長安，随后任蒲州刺史。河東反抗隋朝的一百人投降，被流放边境，治安回復，称为良吏。晋王杨广入朝，楊弘代任揚州总管。杨广返回江都，楊弘也返回蒲州。
605年，隋炀帝杨广召還楊弘，任命他为太子太保。606年，楊弘任雍州牧。607年三月乙卯日（607年4月8日），楊弘去世，其子楊慶嗣爵。610年，追封郇王。

## 延伸阅读
[在维基数据编辑]
 《隋書/卷43》，出自魏徵《隋书》